# Foro Italico
Il Foro Italico (inaugurato nel 1932 con il nome di Foro Mussolini) è un vasto complesso sportivo che si trova alla base di Monte Mario a Roma, ideato e realizzato da Enrico Del Debbio fra il 1927 e il 1933 e completato dopo la guerra fra il 1956 e il 1968.

## Storia

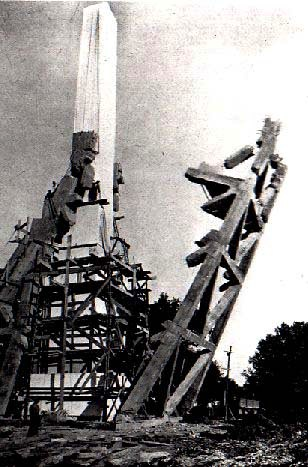
Innalzamento dell'Obelisco

Il complesso sportivo del Foro Italico, inizialmente denominato «Foro Mussolini», fu progettato nel 1927 dall'architetto Enrico Del Debbio. L'iniziatore del Foro fu invece Renato Ricci, sottosegretario all'Educazione Nazionale e fondatore dell'Opera nazionale Balilla. Per la scelta del luogo ove farlo sorgere, furono inizialmente prese in considerazione tre aree: il quartiere Tiburtino, nell'area in cui successivamente (1935) sarebbe sorta la Città universitaria, il quartiere di Casal Palocco e il quartiere Parioli, dove negli anni cinquanta sarebbe stato edificato il villaggio olimpico per i Giochi della XVII Olimpiade del 1960; tutte e tre le ipotesi furono però scartate e fu infine scelta una zona adiacente al fiume Tevere, che tramite bonifica passò da pantano ad area edificabile. La soprastante collina di Monte Mario, che garantiva al complesso sportivo uno sfondo verde naturale, fu inoltre vincolata dalla Sopraintendenza alle Belle Arti.
Le prime opere del complesso architettonico furono inaugurate il 4 novembre 1932: il palazzo H sede dell'Accademia fascista maschile di educazione fisica, la Stele Mussolini, lo stadio dei Marmi e lo stadio dei Cipressi (poi stadio dei Centomila e odierno stadio Olimpico).
Nel 1936 e in seguito sino al 1941 Luigi Moretti, già autore della Accademia di scherma, elaborò, senza tuttavia mai realizzarli, progetti espansivi del Foro verso Tor di Quinto, inserendovi il piano urbanistico di Del Debbio già realizzato. Nell'agosto del 1943, all'indomani della caduta di Mussolini, il CONI ribattezzò definitivamente il complesso in Foro Italico.

## Descrizione

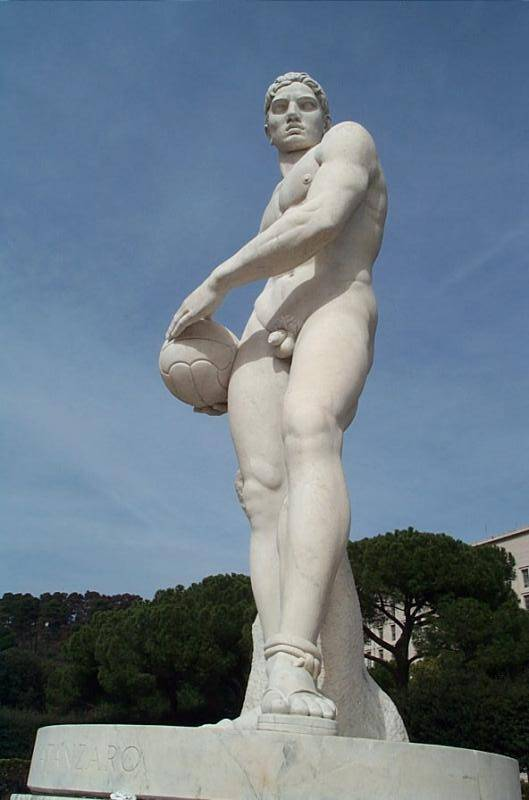
La statua dedicata al giocatore di volata

L'ingresso principale del Foro è a sud-est, in asse con il ponte Duca d'Aosta: di fronte a un ampio viale interamente mosaicato a tessere bianche e nere, originariamente denominato «piazzale dell'Impero» (oggi: viale del Foro Italico), sorge un enorme obelisco di marmo di Carrara dell'altezza di 17,5 metri (base esclusa) intitolato a Benito Mussolini; una proposta avanzata nell'aprile 2015 da Laura Boldrini, all'epoca Presidente della Camera dei Deputati, di rimuovere dalla stele le scritte Mussolini e Dux, incontrò forti obiezioni da parte di periti architettonici e storici e non ebbe seguito.
L'impianto è decorato da statue che simboleggiano le diverse attività sportive, dono delle varie province d'Italia e perciò di autori diversi: ad esempio, la statua dedicata al lancio del giavellotto fu donata dalla provincia di Perugia, mentre quella dedicata al pallone col bracciale (o pallone a muro) si deve alla provincia di Forlì-Cesena.

### Edifici
Gli edifici del complesso parte del progetto originario sono:
- Palazzo H (Del Debbio, 1928-32): sede dell'Accademia fascista maschile di educazione fisica, dal 1951 del CONI;
- Palazzo delle Terme (Costantini, 1930-6), che oltre alle piscine coperte comprende anche:
  - Accademia di musica della GIL, dal 1995 Auditorium Rai del Foro Italico;
  - Istituto superiore di educazione fisica, nel 2008 divenuto Università degli Studi di Roma "Foro Italico";
- Accademia di scherma al Foro Italico (Moretti, 1934-6).

### Impianti sportivi
Il Foro Italico comprende diversi impianti sportivi:
- Stadio Olimpico
- Stadio dei Marmi

- Parco del Foro Italico:
  - Complesso natatorio del Foro Italico
  - Stadio Centrale del Tennis
  - Grand Stand Arena
  - Stadio Nicola Pietrangeli
  - Circolo del Tennis del Foro Italico

### Eventi sportivi internazionali

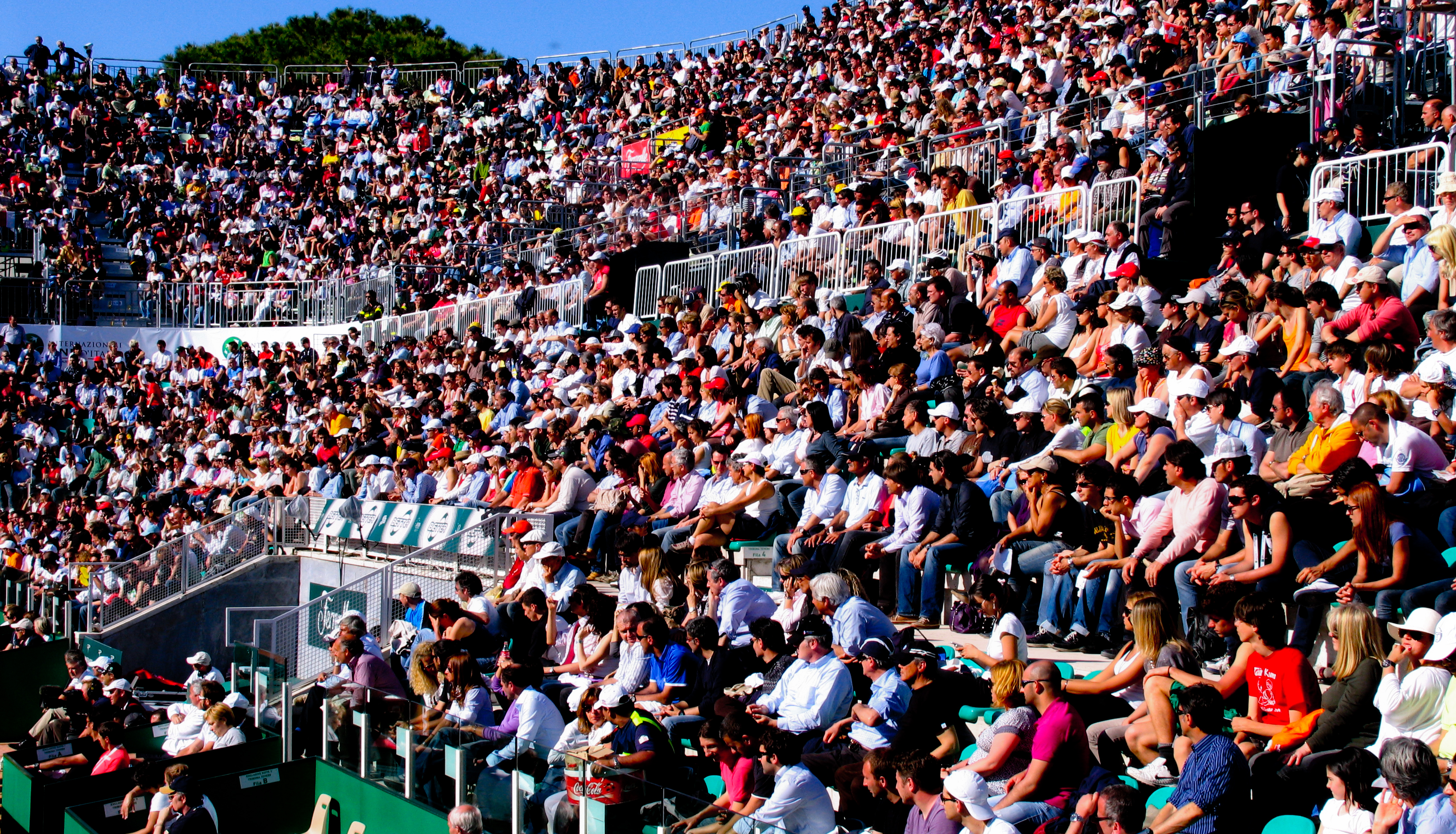
La tribuna laterale dello stadio del tennis

Negli impianti del foro italico si sono svolti molti eventi sportivi di rilievo internazionale.
- 1960, Giochi della XVII Olimpiade
- 1968, Campionati europei di calcio
- 1974, Campionati europei di atletica
- 1975, VIII Universiade
- 1980, Campionati europei di calcio
- 1983, Campionati europei di nuoto
- 1987, Campionati mondiali di atletica
- 1990, Campionati mondiali di calcio
- 1994, Campionati mondiali di nuoto
- 1995, I Giochi mondiali militari
- 2009, Campionati mondiali di nuoto
- 2011, Campionati mondiali di beach volley
- 2021, Campionati europei di calcio
- 2022, Campionati europei di nuoto
- 2022, Campionati mondiali di beach volley
- 2018, World Taekwondo Grand Prix 2018
- 2019, World Taekwondo Grand Prix 2019
- 2022, World Taekwondo Grand Prix 2022
- 2023, World Taekwondo Grand Prix 2023

Dal 1949 si tengono nei campi del foro gli Internazionali d'Italia, importante torneo di tennis del circuito ATP World Tour Masters 1000 e WTA 1000.
Dal 2012, l'Olimpico ospita le partite casalinghe della nazionale italiana di rugby al Sei Nazioni.

### Walk of Fame
Il 7 maggio 2015 è stato inaugurato sul viale delle Olimpiadi il percorso "Le Leggende dello Sport Italiano - Walk of fame"; su tale percorso sono state incastonate 100 targhe recanti i nomi di leggende dello sport italiano, ex atleti che hanno scritto la storia dello sport nazionale scelti dalla Commissione atleti del CONI. Alla cerimonia, presieduta dal presidente del CONI Giovanni Malagò, erano presenti molte personalità dello sport italiano. Il presidente ha annunciato che negli anni successivi sarebbero state aggiunte sul percorso le targhe di altri ex atleti azzurri di rilievo internazionale..